# Chittenden County

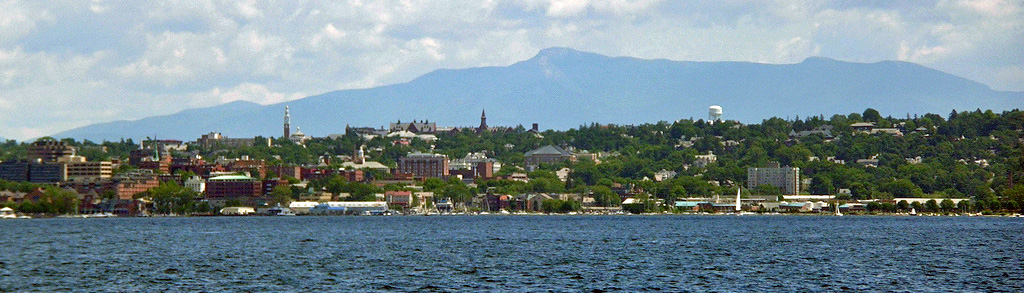
Gezicht op Burlington vanaf het Champlainmeer

Chittenden County is een van de 14 county's in de Amerikaanse staat Vermont.
De county heeft een landoppervlakte van 1.396 km² en telt 146.571 inwoners (volkstelling 2000). De hoofdplaats is Burlington. Chittenden ligt aan het Champlainmeer.

## Bevolkingsontwikkeling
Addison · Bennington · Caledonia · Chittenden · Essex · Franklin · Grand Isle · Lamoille · Orange · Orleans · Rutland · Washington · Windham · Windsor